# Сварга
Сварга (санскр. स्वर्ग, IAST: Svarga = «идущий на небо», «небесный»; «небо») или Свар-лока (санскр. Svar-loka — «небо света», «небо Солнца»), — в индийской позднейшей мифологии небо Индры, место пребывания полубогов и блаженных смертных. Один из семи небесных миров — лок, царство Индры (Индра-лока). Индийская мифологическая космография помещает Сваргу на горе Меру.
Мир Сварги, наряду с Бхур-локой и Бхувар-локой, в отличие от более высокого уровня, Брахма-локи, подвержен периодическому разрушению в конце каждой кальпы.

## Ведизм, брахманизм
В мифологии ведизма, брахманизма у мира свар-локи следующие обозначения:
- Сварга (IAST: Svarga — небо),
- Тринака (IAST: Trinaka -[мир] третьего бога),
- Тривиштапа (IAST: Triwisztapa — третье царство),
- Накаприштха (IAST: Nakaprisztha — [мир] бога вершины неба).

Однако независимо от формы, все они означают рай бога Индры.

## Бхагавад-гита
В повествовании Бхагавад-гиты (глава 9 стихи 20 и 21) сварга это средний небесный мир. Заселяют её дэвы и умершие люди, которые вели добродетельную жизнь: молились богам и совершали им ритуальные подношения — яджны. Для них сварга выполняет роль рая. Но когда заканчивается их добродетельная карма, накопленная богоугодной жизнью в согласии c дхармой, они будут вынуждены покинуть сваргу и обратно реинкарнировать в мир бхур-локи (на землю). Согласно учению Бхагавад-гиты достижение сварги является переходным этапом в достижении освобождения и перехода в высшие миры.

9.20. Те, кто изучает Веды и пьет сок сомы в надежде попасть на райские планеты, тоже по-своему поклоняются Мне. Смыв с себя последствия прошлых грехов, они рождаются на благочестивой райской планете Индры, где наслаждаются радостями, доступными только небожителям.
9.21. Изведав райских удовольствий и исчерпав запас благочестивой кармы, они вновь возвращаются на бренную землю. Так те, кто следует законам трех Вед ради удовлетворения собственных чувств, получают в награду только череду рождений и смертей.
— Бхагавад-гита

## Йога-сутры
Патанджали в йога-сутрах (гл. 6) описывает что мир Махендры (Великого Индры) заселён шестью классами небесных существ (дэвов).

6. … В Махендре обитают шесть классов богов: тридцати, Агнишватта, Ямья, Тушита, Апаранирмитавашаварти и Паранирмитавашаварти. Они осуществляют [желания] помыслами и наделены способностями анима [уменьшения до размера атома], и другими [ сиддхами ], живут целую кальпу, внешне прекрасны и привержены чувственным наслаждениям [ каме ]. Их тела возникают чудесным образом, и они всегда окружены привлекательными апсарами. …
— Йога-сутры

## Вишну-пурана
В Вишну-пурана (кн. 2) свар-лока как небесный мир размещается между солнцем и полярной звездой Дхрува (Dhruwa). Так же как и в мире бхур-лока (на земле) жители этого мира не свободны от желаний, страстей и ответственности за последствия своих действий — действия кармы.

## Крийа-йога
Шри Юктешвар Гири, последователь философии крийя-йоги, в книге «Святая наука» называет свар-лока — махасунья, то есть великий вакуум.

Сутра 13. … Этот Атом окружен Сварлокой — сферой магнитной ауры, сферой электричеств. Сфера характеризуется отсутствием каких бы то ни было творений, даже органов чувств и их объектов, хотя они и являются по природе своей чрезвычайно тонкими вещами. Сфера называется Махасунья — Великим Вакуумом. …
— Святая наука

## Махабхарата
В древних индийских текстах «Махабхарате» говорится:

На северной стороне, сияя, стоит могучий Меру, причастный великой доле; на нём обитель Брахмы, здесь душа всех существ пребывает, Праджапати, все подвижное и неподвижное сотворивший… Великий Меру, непорочная, благая обитель. Здесь заходят и вновь (над горой) восходят Семь божественных риши во главе с Васиштхой (созвездие Большой Медведицы).
— Махабхарата
Представление, что вокруг Меру вращаются все светила, а на её вершине пребывают всесильные боги — Индра, Брахма, Шива, Вишну — было общепринятым в древнеиндийской традиции.

## В других культурах
Среди других космогонических мифов ось лок мироздания можно сопоставить с мировым древом, а свар-локу — с его ветвями, символизирующими небесные миры.

## В эзотерике
Елена Блаватская в книге «Тайная доктрина» (том II) размещала свар-локу на вершине священной горы Меру.

Но Меру, как сказано, есть Свар-Лока, обитель Брамы, Вишну, и Олимп индусских экзотерических религий, географически она описана, как «проходящая через середину Земного Шара и выступающая по обе стороны». На её верхней стороне помещаются Боги, на низшей или Южном Полюсе — обитель Демонов (Ад).
— Тайная доктрина